# 和合石墳場
和合石墳場（英語：Wo Hop Shek Cemetery），位於香港新界北區粉嶺和合石，是香港規模最大的墳場，沿北大刀屻北坡修建，從山腳延伸到山脊線上。和合石墳場大部分地段爲公衆墳場，山腳部分並建有5座公衆靈灰安置所、紀念花園和火葬場；除此以外，亦包含14座小型私人墓園，港英政府和香港特區政府亦先後修建了兩座紀念墓園。墳場築有馬路直通山頂部分，但會於清明節及重陽節封閉，孝子賢孫在當天必須徒步登山拜祭先人。

## 歷史
隨着香港人口持續增長，死亡人數亦都相繼增加，位於香港市區的政府墳場已經不敷應用，香港政府遂於1940年計劃在粉嶺和合石一帶興建墳場及鐵路支線，及於1941年1月1日起停止在各政府墳場接收靈柩，並且需要在七號墳場下葬。後來日本軍入侵香港，闢地工程中斷，至1945年香港重光後恢復。和合石墳場及鐵路支線於1950年啟用，初期主要把七號墳場及其他政府墳場的骸骨遷葬。

## 規劃
和合石墳場主要分為「棺地」及「金塔地」兩部份，依開發的年期而劃分，後來香港的先人靈位極度缺乏，於是政府在和合石火化場附近開闢平地，以用作安於骨灰位之用。另外在山腳亦有大片墓地預留作未來一旦有重大災難事故（例如：地震、瘟疫及水災等）發生時，可以即時把死者立即安葬的「災難預留用地」，為全香港唯一設有預留墓地的墳場。現時墳埸的浩園及景仰園部份，原來亦是災難地的一部份。另外，由於和合石墳場的氣候非常潮濕，墳場內亦有一小片墓地預留與受到山泥傾瀉影響而使到墓地倒塌的死者受害家屬，作為賠償用途。
和合石墳場的棺地一般只容許死者安葬5年，惟其後的寬限期比較其他墳場為長，不過總計亦不能夠讓棺木留在棺地超過8年，否則會被強制火化。而金塔地的面積只有3英尺乘4英尺，而且只有重新使用的墓地，而不再有新開發的墓地，所以十分擠逼。由於和合石墳場所在地的山勢比較平坦，墓段一般比較廣闊，在同一水平面的墓段，可以劃出多行的墓葬地，而不是其他墳場一般每段只有一行到兩行的墓地；而位於墓段中央的墓地，出入亦有困難；部份較為偏遠的墓段，更要走過危險的石級。

### 棺木段
棺木段安葬盛載遺體的棺木，再按年份區分，另有按籍貫、宗教區分的段落。此段不屬永久性質，六年後必須撿拾骨殖。

### 金塔段
金塔段安葬盛載骸骨的金塔，屬永久墓地。

### 重整棺木地
和合石墳場於2009年初興建全新的棺木地段，位於半山大平台。

### 公墓
墳場於1996至2005年間曾發生多次山泥傾瀉，導致部分金塔段墓穴倒塔塌，政府將未能確認身分的骸骨合葬於公墓內。部分可確認身分的金塔其後重新個別再安置於公墓區內。
「要明義塚」亦位於公墓內，屬於高要（肇慶市）、高明（鶴山市）兩地的同鄉墓地。

### 私人墓地
主要是同鄉及宗教群體墓地，屬私人地段，每段均設有棺木段和金塔段，現時共有14個該等地段：
1. 潮州
2. 五邑
3. 開平
4. 嘉應
5. 台山
6. 東莞
7. 香港市政事務署及政府市政職工總會
8. 西安墓園
9. 福建
10. 基督教
11. 五旬節
12. 威海衛
13. 恩平
14. 安息日

西安墓園
1947年2月4日行走廣東省至香港的客輪「西安號」發生大火，造成約200人死亡。殘骸和骨灰原本合葬於咖啡園墳場的「西安輪船罹難先友總墓」，其後遷往和合石西安墓園。墓園內還集合了散處各地的義塚公墓，包括「香港東華三院和合石義塚」、「遭風義塚」、「張風度堂義塚」、「惠州十屬義塚」、「同德總工會光友義塚」和從香港仔雞籠灣墳場及牛房義山等地遷至的「無名白骨義塚」。

### 紀念墓地
政府於1996年在和合石劃出一幅面積約1,600平方米的墓地，用以安葬殉職、因公受傷以致死亡的公務員，稱為浩園。2003年在浩園對面成立撥作因為英勇過人的行為而喪生或者遇害的市民的景仰園。

### 靈灰安置所及紀念花園

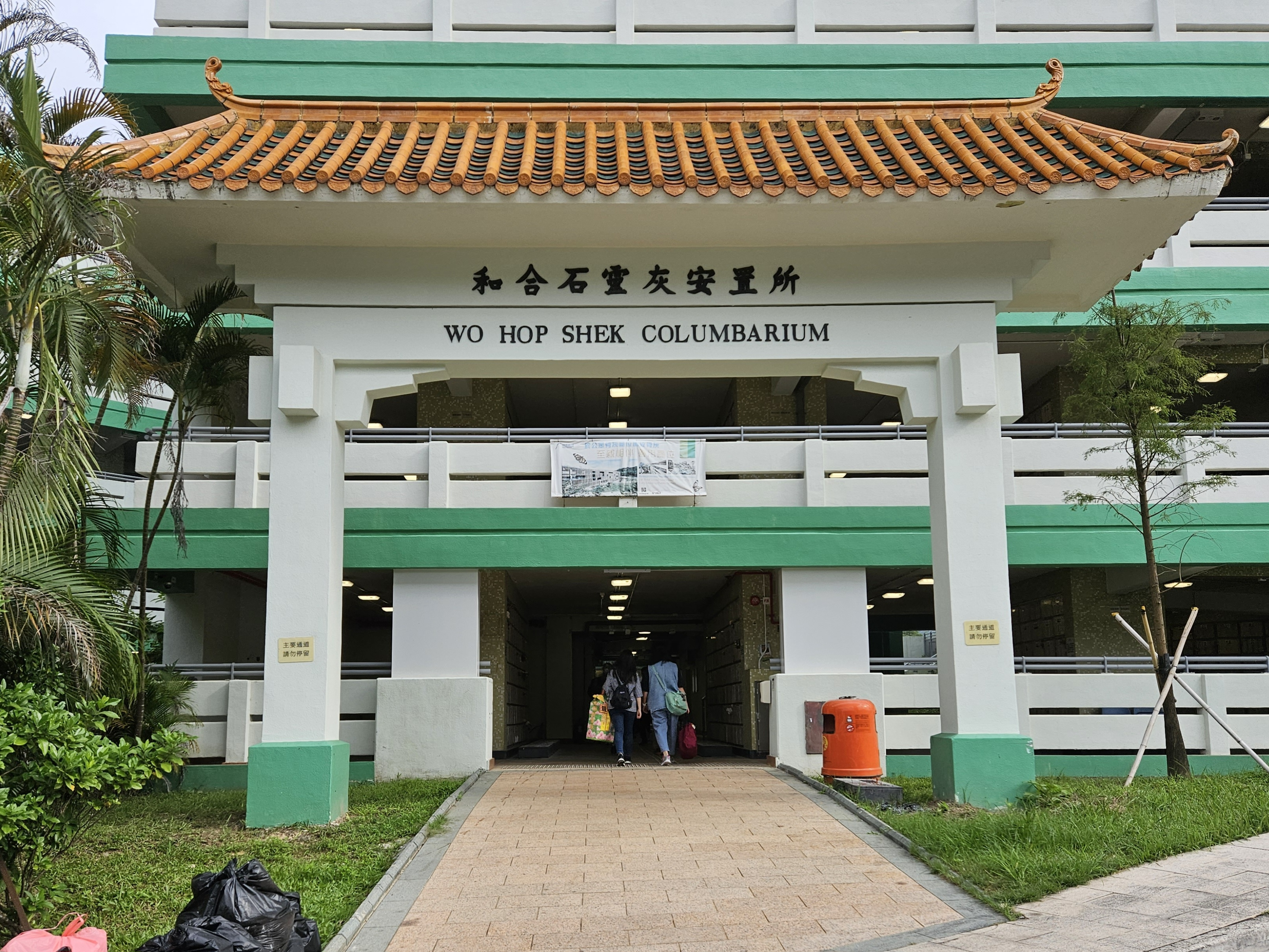
和合石靈灰安置所牌坊

和合石墳場於1975年設立第一期靈灰安置所。政府其後於1990年建立和合石火葬場，同年第二及第三期靈灰安置所及紀念花園亦一併建成。骨灰龕大樓的東、西兩面分別興建有中及西式的紀念花園，提供種有花草樹木的園地供先人的骨灰撒在其間。

## 安全提示
- 公眾墳場的車閘開放時間為上午六時三十分至下午七時三十分[1]
- 由於車閘內的道路，即和合石路，並無街燈照明，應儘可能於日落前離開，當天的日落時間可以從香港天文台查得。

## 參閲
- 和合石火葬場
- 和合石橋頭路靈灰安置所
- 浩園
- 景仰園
- 和合石支線
- 香港墳場列表

## 外部連結
- 香港粉嶺和合石墳場地圖（页面存档备份，存于）
- 香港《公眾衞生及市政條例》: 和合石墳場是香港公眾墳場
- 第132CH 章《和合石、沙嶺及沙嶺(金塔)墳場內私人地段規則》
- 墳場研究：認識和合石